# Lactobacillaceae
Lactobacillaceae zijn een familie bacteriën die behoren tot de orde van melkzuurbacteriën (Lactobacillales).
De bacteriën zijn gramnegatief en staafvormig of sferisch, die gewoonlijk onbeweeglijk zijn en weinig of geen zuurstof nodig hebben. Ze vormen geen sporen en hebben koolhydraten nodig voor de groei en fermentatie, waarbij ze voornamelijk melkzuur vormen.

## Onderverdeling
Volgende geslachten behoren tot de Lactobacillaceae:
- Acetilactobacillus Zheng et al. 2020
- Agrilactobacillus Zheng et al. 2020
- Amylolactobacillus Zheng et al. 2020
- Apilactobacillus Zheng et al. 2020
- Bombilactobacillus Zheng et al. 2020
- Companilactobacillus Zheng et al. 2020
- Convivina Praet et al. 2015
- Dellaglioa Zheng et al. 2020
- Fructilactobacillus Zheng et al. 2020
- Fructobacillus Endo and Okada 2008
- Furfurilactobacillus Zheng et al. 2020
- Holzapfelia Zheng et al. 2020
- Lacticaseibacillus Zheng et al. 2020
- Lactiplantibacillus Zheng et al. 2020
- Lactobacillus Beijerinck 1901 (Approved Lists 1980)
- Lapidilactobacillus Zheng et al. 2020
- Latilactobacillus Zheng et al. 2020
- Lentilactobacillus Zheng et al. 2020
- Leuconostoc van Tieghem 1878 (Approved Lists 1980)
- Levilactobacillus Zheng et al. 2020
- Ligilactobacillus Zheng et al. 2020
- Limosilactobacillus Zheng et al. 2020
- Liquorilactobacillus Zheng et al. 2020
- Loigolactobacillus Zheng et al. 2020
- Oenococcus Dicks et al. 1995
- Paralactobacillus Leisner et al. 2000
- Paucilactobacillus Zheng et al. 2020
- Pediococcus Claussen 1903 (Approved Lists 1980)
- Schleiferilactobacillus Zheng et al. 2020
- Secundilactobacillus Zheng et al. 2020
- Weissella Collins et al. 1994